# Анастасија Потапова
Анастасија Потапова (Саратов, 30. март 2001) руска је професионална тенисерка. Некадашња је прва јуниорка света на ИТФ листи, као и шампионка Вимблдона 2016, у конкуренцији јуниорки. До сада је освојила један ВТА турнир у конкуренцији женских парова и била два пута финалиста на ВТА турнирима у појединачној конкуренцији. На ИТФ турнирима, освојила је 1 трофеј у појединачној конкуренцији и 2 у конкуренцији парова. До сада, најбољи пласман на ВТА листи јој је 70. место у синглу и 86. у дублу. Од 2018. године члан је Фед куп репрезентације Русије. Једна је од представница нове генерације тенисерки.

## Тениска каријера

### Јуниорска каријера
У јуниорској каријери, Потапова је постала најбоља на свету, 11. јула 2016. године. Потапова је имала велики успех на јуниорским турнирима. Највећи успеси су јој: полуфинале на Ролан Гаросу 2016. године, четвртфинале на Аустралијан Опен-у 2016. године, као и финале у дублу на УС Опен-у и Ролан Гаросу 2016. године. Потапова је освојила прву јуниорску гренд слем титулу, у појединачној конкуренцији на Вимблдону 2016. године, победивши у финалу Дајану Јастремску. Овај тријумф, јој је донео прво место на листи јуниорки.
Значајнији успеси у јуниорској конкуренцији су: полуфинале сингла, као и титула у дублу са Олгом Даниловић на Оранж болу, на академији Ника Болитијерија, где су у финалу савладале Кају Јуван и Леу Бошковић. Такође, битна је јуниорска титула, на турниру Нике Јуниор Интернатионал у Лондону, где је победила друге високо рангиране јуниорке као што су: Софиа Кенин, Олгу Даниловић и Олесиу Первушину, на путу до трофеја. Јуниорску каријеру завршила је са односом победа и пораза, 91-22, у синглу и 45-18 у дублу.

### 2017: Професионална каријера
Потапова је започела 2017. годину, учешћима на ИТФ турнирима. Почетком марта, освојила је први ИТФ трофеј у синглу, на турниру у Куритиби, чији је наградни фонд био 25.000 америчких долара. У првом колу, савладала је домаћу тенисерку и другог носиоца Телиану Переиру, која је у том тренутку била 183 тенисерка света. У великом финалу, савладала је ривалку из јуниорске конкуренције Аманду Анисимову, резултатом 6-7(7), 7-5, 6-2. Титула јој је донела, улазак међу 500 најбољих тенисерки на свету.
Затим је дебитовала на ВТА турниру, након што је добила специјалну позивницу, да се такмичи у квалификацијама Премијер Мандатори турнира у Мајамију, победивши Марију Сакари за своју прву победу, над једном играчицом из ТОП 100 најбољих. Након тога, поразила ју је Јана Чепелова 6-3, 6-1. Серија добрих партија на шљаци, довела ју је до два полуфинала на ИТФ турнирима у низу. Прво је дошла до полуфинала на турниру у Химкију, где је поражена од Дејане Радановић резултатом 6-4, 6-0, али је у пару са сународницом и партнерком из јуниорских дана, Олесијом Первушином, освојила титулу у дублу. Наредне недеље поражена је у Трнави, где је изгубила од Веронике Цепеде Роиг.
Потаповој су дали још једну специјалну позивницу, овај пут за квалификациони жреб Вимблдона. Успешно је пребродила три кола квалификација и са нешто више од 16 година, успела да се пласира у главни жреб турнира. Уследила је предаја у првом колу главног турнира. Меч је предала много искуснијој Татјани Марији при резултату 6-3, 2-2 за противницу. Ипак, показала је велики потенцијал и таленат. Након ових успеха, уследио је лош период за младу Потапову, која је до краја године успела да стигне до само једног четвртфинала ИТФ турнира у Артвину. Последњи турнир који је одиграла, био је у Дубаију, где је поражена у првом колу. Током сезоне, освојила је још један ИТФ трофеј у конкуренцији парова, на много јаком турниру у Прагу, чији је наградни фонд 80.000 америчких долара, у пару са Дајаном Јастремском. Годину је завршила као 242 тенисерка света у синглу, са односом победа и пораза 20-14.

### 2018: Пробој на ВТА туру
Потапова је започела 2018. на најбољи могући начин - финалом на турниру у Шарм Ел Шеику, чији је наградни фонд 15.000 америчких долара. Потом је играла у свом другом главном жребу, на ВТА турниру у Санк Петерсбургу, где је коначно остварила своју прву победу против Татјане Марије. Меч другог кола, донео је сусрет између новокрунисане шампионке Аустралијан опена и светског првака Каролине Возњацки и Потапове, сукоб искуства и младости. Међутим, Потапова је успела да освоји само један гем против светске првакиње. Потапова је дебитовала у Фед Купу за Русију, али је изгубила на свом дебију, од Викторије Кузмове, иако је добила први сет, резултатом 3-6, 6-3, 6-4. Доживела је још један пораз од ње у четвртфиналу, на ИТФ турниру у Истанбулу, наградног фонда од 60.000 америчких долара. Још једно финале ИТФ-а, Потапова је одиграла у Химкију, чији је наградни фонд 100.000 америчких долара. Елиминисала је у полуфиналу Монику Никулеску, 64. тенисерку на свету резултатом 7-5, 2-6, 6-4, али је у финалу поражена од другог носиоца, Вере Лапко 6-1, 6-3. Ови резултати су је довели до ТОП 200 тенисерки на свету.
Након овога, уследило је финале у Риму, на ИТФ-у наградног фонда 60.000 америчких долара, где је изгубила од Дајане Јастремске.
Након тога, добила је специјалну позивницу, да учествује на још једном ВТА турниру. Био је то турнир у Москви, из међународне категорије. Победила је две ТОП 100 играчице и дошла до првог ВТА финала у каријери. У финалу је стала на последњој препреци, пошто ју је савладала 17-годишња Олга Даниловић, иначе тенисерка, која је у главни жреб ушла као срећни губитник. У историјском финалу, меч су одиграле две девојке рођене након 2001. године, па је ово био сукоб нове генерације. Водила је у одлучујућем сету, али није успела да победи. Ипак, на истом турниру, стигла је до титуле у дублу са сународницом и ветеранком Вером Звонаревом. Велики успех, довео је међу ТОП 150 тенисерки на свету.
Изгубила у финалном колу квалификација на УС Опену од Јулије Глушко, али је успела да прође квалификације и дође до финала још једног ВТА турнира у Ташкенту. Победила је у првом колу и осветила се за свој московски пораз, Олги Даниловић, да би у свом другом финалу, била поражена од сународнице и повратнице на терен, Маргарите Гаспаријам, резултатом 6-3, 6-1. Њена сезона је окончана тешким, али охрабрујућим поразом од осмог носиоца Анет Контавеит у првом колу Купа Кремља у Москви. Без обзира на све, завршила је годину у ТОП 100 по први пут у својој каријери, на месту 94.

### 2019: Прва победа на Гренд слему
На почетку, нове тениске сезоне, први турнир на којем учествује је ВТА турнир Премијер серије у Бризбејну. Уз доста проблема, успева да прође три кола квалификација и у првом колу главног турнира, губи меч од Александре Саснович, резултатом 6-4, 7-5. Затим, губи у првом колу квалификација за ВТА турнир међународне серије, на острву Хобарт. Добила је специјалну позивницу, за главни жреб, првог Гренд слем турнира у сезони, на Аустралијан Опену. У првом колу, победила је Паулин Парментијер, 6-4, 7-6(5), што јој је била прва победа на Гренд слем турниру. У другом кругу, поражена је од Медисон Киз, 17. носиоца, резултатом 6-3, 6-4. После серије турнира по Аустралији, направила је паузу од месец дана.
Први ВТА турнир, након краће паузе, био јој је средином фебруара у Будимпешти. На турниру је дошла до полуфинала. Редом је побеђивала: Хедер Вотсон, Андреу Петковић и Сорану Кирстеу, али у полуфиналу, убедљиво губи меч од Маркете Вондурашове, 6-0, 6-2. Успех на овом турниру, донео јој је скок на 72. место листе. Након тога, уследила су два пораза у првим колима квалификацијама за Премијер Мандатори турнире у: Индијан Велсу и Мајамију. Такође, доживела је пораз на старту ВТА турнира у Истанбулу, након што је предала меч Катарини Козловој, при резултату 6-3, 1-0, за противницу. Уследило је учешће на ВТА турниру у Прагу. Победила је у првом колу, другог носиоца и 13. тенисерку света, Анастасију Севастову, резултатом 2-6, 6-3, 6-2, али је поражена у наредном од сународнице, Наталије Вихлианшеве, резултатом 6-4, 2-6, 7-5. Порежена је у другом колу квалификација, за ВТА Премијер Мандатори турнир у Мадриду. Поразила ју је сународница и дубл партнерка, ветеранка Вера Звонарева.

### Фед куп репрезентација
Сјајни наступи на турнирима, Потаповој су донели место у репрезентацији своје земље, на такмичењу у Фед купу. Први наступ имала је 2018. године, када је у првом колу, светске групе 2, изгубила свој меч од Викторије Кузмове 3-6, 6-3, 6-4. На крају Русија је изгубила 4-1 од селекције Словачке. Наредне године, остварује прве победе, у синглу и дублу. У првој групи Евро-афричке зоне, побеђује са Маргаритом Гаспаријам, дански дубл тим Баритцу Карен и Мариу Јесперсен резултатом 6-2, 6-2. Русија је савладала Данску са 3:0 и то им је омогућило да одиграју бараж за попуну светске групе 2 овог такмичења. Добиле су меч против Италије са 4:0, а Потапова је савладала у синглу Мартину Тревисан 2-6, 6-3, 6-1, а потом и у дублу са Владом Ковал, италијански дубл тим у саставу: Сара Ерани и Јасмин Паолини резултатом 4-6, 6-3, 10-7.

### Приватан живот
Млада тенисерка се сматра једном од најлепших младих играчица данашњице и многи је помињу, као потенцијалну наследницу Марије Шарапове. Са већином данашњих противница, сусретала се и у јуниорским данима, а се неким је и добра другарица, као што су: Олга Даниловић, Олесија Первушина, Софиа Кенин. Воли да чита књиге и гледа филмове. Омиљена тениска подлога јој је трава. Спонзор опреме је Најк.

### Међусобни дуели са другим играчима
Резултати Потапове, против значајнијих тенисерки и из Топ 100 на свету.
- Србија Олга Даниловић 1–1
- Немачка Татјана Марија 1–1
- Данска Каролина Возњацки 0–1
- Естонија Анет Контавеит 1–1
- Летонија Анастасија Севастова 1–1
- Русија Маргарита Гаспаријам 0–1
- САД Медисон Киз 0–1
- Немачка Андреа Петковић 1–0
- Велика Британија Хедер Вотсон 1–0
- Словачка Викторија Кузмова 0-2

## ВТА финала

### Сингл: 2 (2 финалиста)
| Победник                              |
| ------------------------------------- |
| Гренд слем (0–0)                      |
| ВТА завршни турнир (0–0)              |
| Премијер Мандатори и Премијер 5 (0–0) |
| Премијер (0–0)                        |
| Међународни (0–2)                     |

| Финале по подлогама |
| ------------------- |
| Бетон (0–1)         |
| Трава (0–0)         |
| Шљака (0–1)         |
| Тепих (0–0)         |

| Резултат | Поб-Пор | Турнир              | Категорија  | Подлога | Противник            | Резултат           |
| -------- | ------- | ------------------- | ----------- | ------- | -------------------- | ------------------ |
| Пораз    | 0–1     | Москва, Русија      | Међународни | Шљака   | Олга Даниловић       | 5–7, 7–6(7–1), 4–6 |
| Пораз    | 0-2     | Ташкент, Узбекистан | Међународни | Тврда   | Маргарита Гаспаријам | 2–6, 1–6           |

### Дубл: 1 (1 титула)
| Победник                              |
| ------------------------------------- |
| Гренд слем (0–0)                      |
| ВТА завршни турнир (0–0)              |
| Премијер Мандатори и Премијер 5 (0–0) |
| Премијер (0–0)                        |
| Међународни (1–0)                     |

| Финале по подлогама |
| ------------------- |
| Бетон (0—0)         |
| Трава (0—0)         |
| Шљака (1—0)         |
| Тепих (0—0)         |

| Резултат | Поб-Пор | Турнир         | Категорија  | Подлога | Партнер        | Противници                          | Резултат |
| -------- | ------- | -------------- | ----------- | ------- | -------------- | ----------------------------------- | -------- |
| Победа   | 1–0     | Москва, Русија | Међународни | Шљака   | Вера Звонарева | Александра Панова Галина Воскобјева | 6–0, 6–3 |

## Награде
- ИТФ Јуниорска шампионка године: 2016.
- Млада спортска нада Русије за 2018. годину